# The Son of No One
The Son of No One es una película del 2011 de acción y suspenso escrita por Dito Montiel basada en un libro escrito por Montiel del mismo nombre. Protagonizada por Channing Tatum, Al Pacino, Juliette Binoche, Tracy Morgan, Katie Holmes, Ray Liotta.
“The Son of No One”, nos cuenta la historia de un joven policía que es destinado a una comisaría situada en el barrio de clase obrera en el que creció. Sin embargo, un viejo secreto sale a la luz y amenaza con destruir su vida y la de su familia.

## Trama
En 2002, Jonathan 'Milk' White (Channing Tatum) es un policía novato asignado al Precinto 118 del barrio de Queens, el mismo barrio donde se crio. Jonathan trabaja muy duro para mantener a su esposa Kerry (Katie Holmes) y su pequeña hija enferma Charolette (Ursula Parker). Pero esta vida se ve amenazada una fuente anónima empiezan a revelar información sobre dos asesinatos sin resolver que ocurrieron hace 16 años en los proyectos de vivienda cuando Jonathan era sólo un niño. En 1986, Jonathan había matado a dos hombres en defensa propia. Sus amigos, Vinnie y Vicky, le ayudaron a deshacerse de los cuerpos y mantener su participación en secreto de las autoridades. El detective Charles Stanford (Al Pacino), antiguo compañero del fallecido padre de Jonathan, cierra el caso, sabiendo que él estaba involucrado.
En la actualidad, Marion Mathers (Ray Liotta), capitán del Precinto, empieza a recibir varias cartas anónimas que revelan información sobre estos asesinatos y el posible encubrimiento por parte de un policía, lo que desencadenando una cadena de eventos que sacude el barrio. Estas cartas le traen a Jonathan malos recuerdos y secretos antiguos que empiezan a poner en peligro su carrera y acabar con su familia. 
Su esposa Kerry también empieza a recibir una serie de llamadas telefónicas anónimas. Esto conduce a que la relación entre Jonathan y Kerry se torne cada vez más difícil.
La información de los asesinatos llegó hasta la reportera Lauren Bridges (Juliette Binoche), quien está dispuesta a crear un artículo periodístico exitoso con la información que se ha filtrado. En una cena, Jonathan trata de convencerla de que no publique la historia, pero ella se niega y se va. Una vez que ella sale del restaurante es seguida por un desconocido quien la mata. Entretanto Jonathan va a ver por primera vez en años a su ya crecido amigo Vinnie (Tracy Morgan) para decirle que deje de mandar más cartas y hacer llamadas a su esposa. Al regresar a su casa Kerry le informa a Jonathan que ha recibido más llamadas, por lo que este se ve obligado a admitir ante ella que él era el responsable de los asesinatos.
A la mañana siguiente ambos se enteran de la muerte de Lauren. Entonces Jonathan es llevado por su compañero corrupto Thomas Prudenti (James Ransone) a reunirse con Mathers y el ya retirado Stanford, a quien no había visto desde que era un niño. Mathers le muestra a Jonathan imágenes tomadas de él y la reportera en el restaurante antes de ser asesinada. Con esto Jonathan potencialmente se enmarca como su asesino. Como ellos no quieren que el departamento se vea mal, le ofrecen a Jonathan la oportunidad de ir a casa y olvidarse de todo lo que se ha hecho, y que se harán cargo de la situación.
Jonathan se va de regreso a su casa, pero pronto se da la vuelta y conduce hacia apartamento de Vinnie sabiendo que lo van a matar. Cuando llega se encuentra con los tres hombres junto a Vinnie en el techo. Mathers le dispara a Jonathan en una pierna cuando este trata de intervenir. Mathers entrega su arma a Vinnie y le ordena matar a Jonathan, pero Vinnie decide dispararle Mathers. Stanford luego dispara Vinnie, quien cae del techo. Stanford le dice a Jonathan que se vaya y que no vuelva a hablar de esto. Jonathan se va de mala gana y va a buscar a Vinnie, quien le dice que él nunca le dijo nada a nadie.
Con Mathers muerto, los dos asesinatos de 1986 fueron atribuidos a Vinnie, quien es retratado como un asesino mentalmente inestable en los medios de comunicación. A partir de ahí Jonathan intenta llevar una vida normal. La película se cierra con una Vicky (Decorte Snipes) adulta enviando una carta a Jonathan explicándole que esta será su última carta, por lo que se identificó como la persona que envía las cartas anónimas.

## Elenco
- Channing Tatum como Jonathan 'Milk' White.
- Al Pacino como Detective Stanford.
- Juliette Binoche como Lauren Bridges.
- Ray Liotta como Capitán Marion Mathers.
- Katie Holmes como Kerry White.
- Tracy Morgan como Vincent 'Vinnie' Carter.
- Decorte Snipes como Vicky.
- James Ransone como Oficial Thomas Prudenti.
- Jake Cherry como Jonathan 'Milk' White de niño.
- Brian Gilbert como Vinnie de niño.
- Simone Joy Jones como Vicky de niña.
- Ursula Parker como Charolette 'Charlie' White.

## Filmación
El rodaje tuvo lugar entre febrero y abril de 2010 en Queens, Nueva York, con varias escenas rodadas en Queensbridge Houses en la ciudad de Long Island. Gran parte de la película tiene lugar en el año 2002, aunque hay flashbacks a 1986.
Inicialmente el papel del Detective Charles Stanford, interpretado por Al Pacino, estaba previsto para Robert De Niro; y el papel de Vinnie, el amigo del protagonista, que interpreta Tracy Morgan, estaba destinado a Terrence Howard.
La película fue seleccionada para cerrar el Festival de Cine de Sundance 2011 el 30 de enero de 2011. Anchor Bay aseguró los derechos de distribución de la película.

## Premios
| Premiación         | Categoría                                               | Actor         | Resultado |
| ------------------ | ------------------------------------------------------- | ------------- | --------- |
| Young Artist Award | Mejor Actuación en una Película - Actor Principal Joven | Brian Gilbert | Nominado  |

## Recepción
La película recibió críticas negativas en su mayoría, ganando una calificación del 18% en Rotten Tomatoes basado en 34 críticas.
"Una película mala que realmente no tiene malas escenas. ¿Cómo es posible? La construcción no fluye y la historia no engancha" (Roger Ebert: Chicago Sun-Times). 
"Las interpretaciones son fuertes a todos los niveles y la película ofrece una sólida sensación de lugar, pero los misterios, una vez explicados, no tienen demasiado sentido" (John DeFore: The Hollywood Reporter). 
"Todo es demasiado confuso y al mismo tiempo, demasiado obvio. Montiel saca el máximo partido de sus localizaciones, pero la historia se tambalea por callejones sin salida (...)" (Roger Moore: Orlando Sentinel).